# 跟蹤騷擾防制法
《跟蹤騷擾防制法》，是中華民國為了預防跟蹤騷擾而制定的法律，主要是「為保護個人身心安全、行動自由、生活私密領域及資訊隱私，免於受到跟蹤騷擾行為侵擾，維護個人人格尊嚴」而制定（根據該法第1章第1條）。民國111年（2022年）6月1日公布實施。

## 沿革

### 背景
依照警政署統計，每年約發生八千件跟蹤騷擾案件，現代婦女基金會曾在2014 年針對16至24歲的女學生調查，發現每8位就有1位曾有被跟蹤騷擾經驗，其中30%為陌生人，24%為追求者，皆非家庭暴力防治法所規範的家庭成員。對於跟蹤騷擾行為，非以達侵害他人法益為其標準，相關行為應有區別性處理，且立法之概念與刑法犯罪有別，其目的乃在於犯罪的提前防制，而非單以刑罰作為威嚇的手段。

## 外部連結
- 《跟蹤騷擾防制法》（繁體中文）（英文） （页面存档备份，存于）- 全國法規資料庫 - 中華民國法務部